# Nils Wilhjelm
Nils Wilhjelm (født 17. juni 1936 i København, død 5. marts 2018) var en dansk godsejer, politiker (Konservative Folkeparti) og fhv. minister. Han var industriminister i Regeringen Poul Schlüter I fra 12. marts 1986 til 10. september 1987, i Regeringen Poul Schlüter II fra 10. september 1987 til 3. juni 1988 og i Regeringen Poul Schlüter III fra 3. juni 1988 til 2. december 1989. 1987-89 sad han i Folketinget.
Wilhjelm var søn af overingeniør, cand.polyt. Erik Wilhelm (død 1981) og hustru Grete f. Kier (død 1981), blev student fra Holte Gymnasium 1955 og blev forstkandidat 1963. Dernæst var han 1963-67 videnskabelig assistent ved Landbohøjskolens skovbrugsafdeilng og 1965-67 leder af Brun Madsen & Wilhjelm A/S. I 1966 overtog han godset Orenæs fra sin onkel, Otto Wilhjelm, og drev det indtil 1995.
Igennem det meste af sin karriere beskæftigede Wilhjelm sig med skovbrug og træfabrikation. 1967-68 var han konsulent for Crown Zellerbach Corp. USA, 1968-70 direktionssekretær for Junckers Savværk og blev 1970 adm. direktør for Junckers Industrier A/S og A/S Sylvadan, hvilket han var frem til 1986.
Efter sin tid som industriminister blev han også kendt som formand for Wilhjelmudvalget, som Nyrup-regeringen i 2000 nedsatte til at undersøge naturens tilstand i Danmark.
Han var kammerherre, hofjægermester og blev 1998 Kommandør af 1. grad af Dannebrog. Derudover var han bestyrelsesmedlem for Incentive A/S (formand 1980-1983), for Det Danske Trælastkompagni A/S (indtil 1983), for Junckers Industrier A/S (indtil 1983), direktør for Incentive A/S 1983-86, formand for Industrirådet 1983-86, bestyrelsesmedlem for Aage V. Jensens Fonde (indtil 2003) og for Aage V. Jensen Naturfond i perioden 2005-2017, for Dampskibsselskabet af 1912 A/S (indtil 2003) og for Odense Staalskibsværft A/S (næstformand) og formand for Fonden Femern Bælt Forum (indtil 2007).
Gift 1963 med Suzette Morville (f. 10. maj 1936 i Frederiksværk). Wilhjelm var filatelist.